# Marcel Duriez
Marcel Duriez (* 20. Juni 1940 in Seclin; † 2. Februar 2023 in Clermont-Ferrand) war ein französischer Hürdenläufer, der sich auf die 110-Meter-Distanz spezialisiert hatte.
1959 gewann er Silber bei den Mittelmeerspielen. Bei den Olympischen Spielen 1960 in Rom schied er im Viertelfinale und bei den Europameisterschaften 1962 in Belgrad im Vorlauf aus. 1963 holte er bei den Mittelmeerspielen erneut Silber.
Bei den Olympischen Spielen 1964 in Tokio wurde er Sechster, bei den Europameisterschaften 1966 in Budapest gewann er Bronze, und bei den Olympischen Spielen 1968 in Mexiko-Stadt wurde er mit seiner persönlichen Bestzeit von 13,7 s Siebter.
Fünfmal wurde er Französischer Meister (1963, 1965–1968) und einmal Japanischer Meister (1963).